# تورویسکوسا
تورویسکوسا (به ایتالیایی: Torviscosa) یک کومونه در ایتالیا است که در استان اودینه واقع شده‌است. تورویسکوسا ۴۸٫۲ کیلومتر مربع مساحت و ۳٬۰۲۴ نفر جمعیت دارد و ۳ متر بالاتر از سطح دریا واقع شده‌است.

## نگارخانه

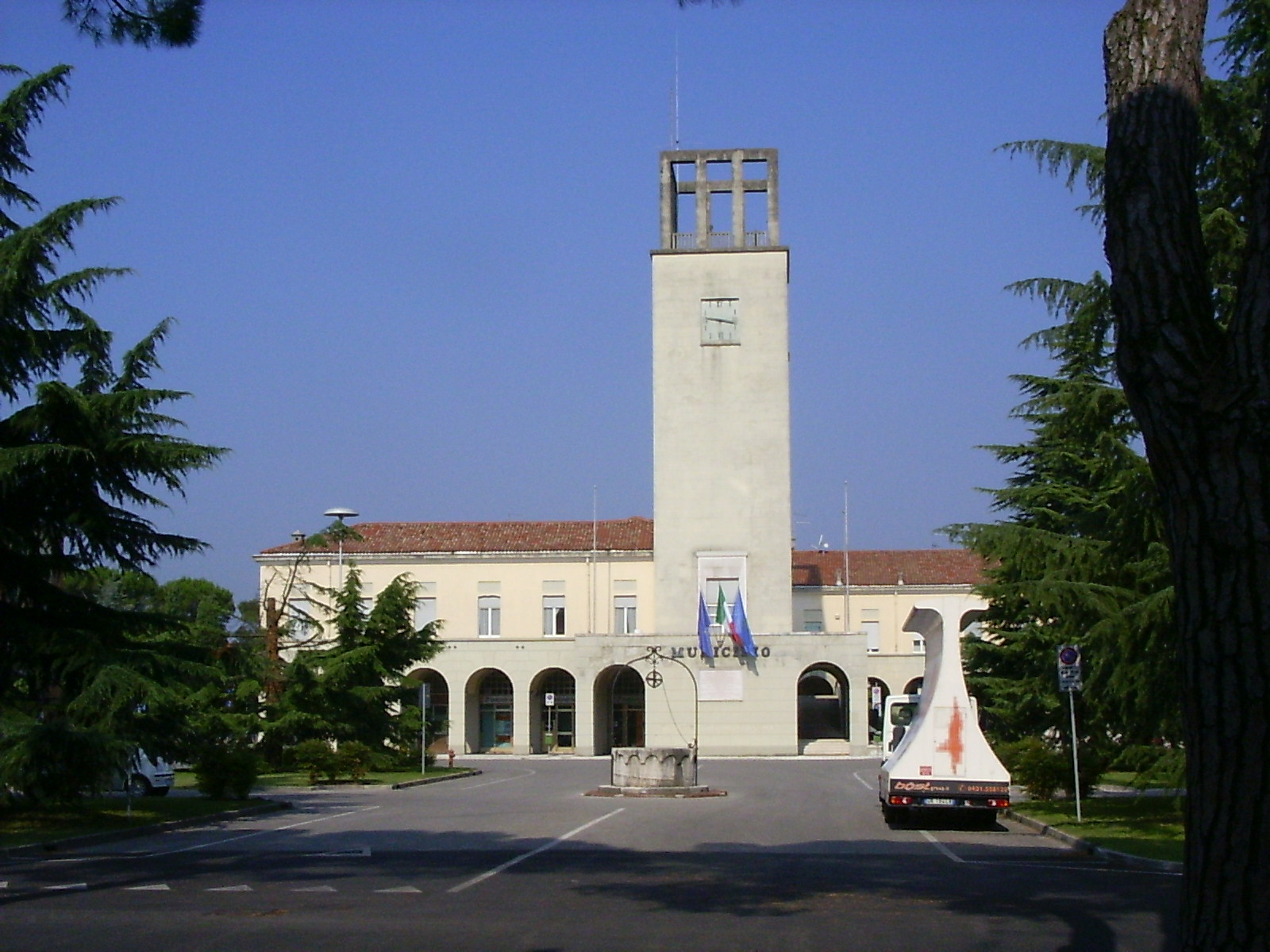
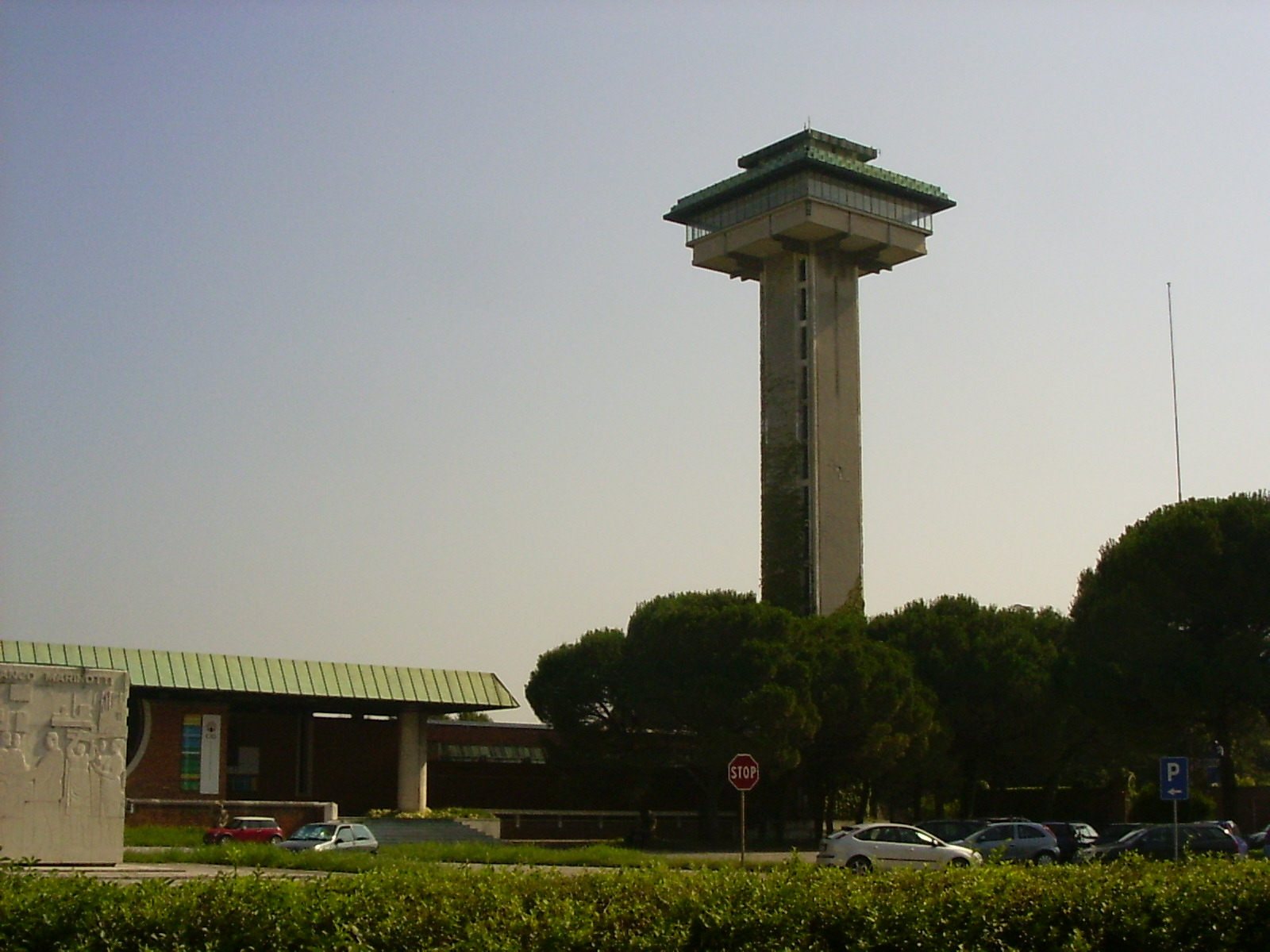
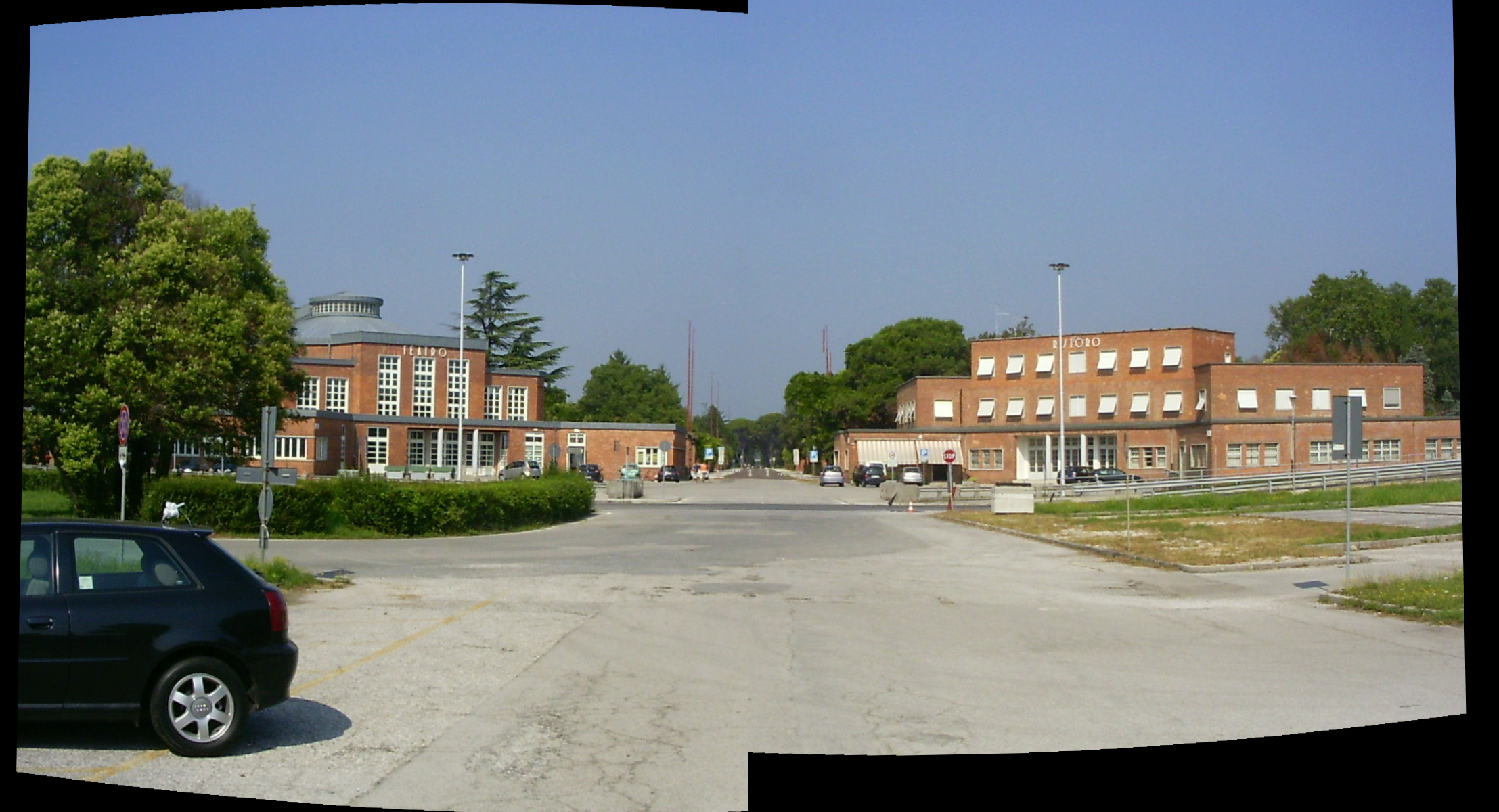
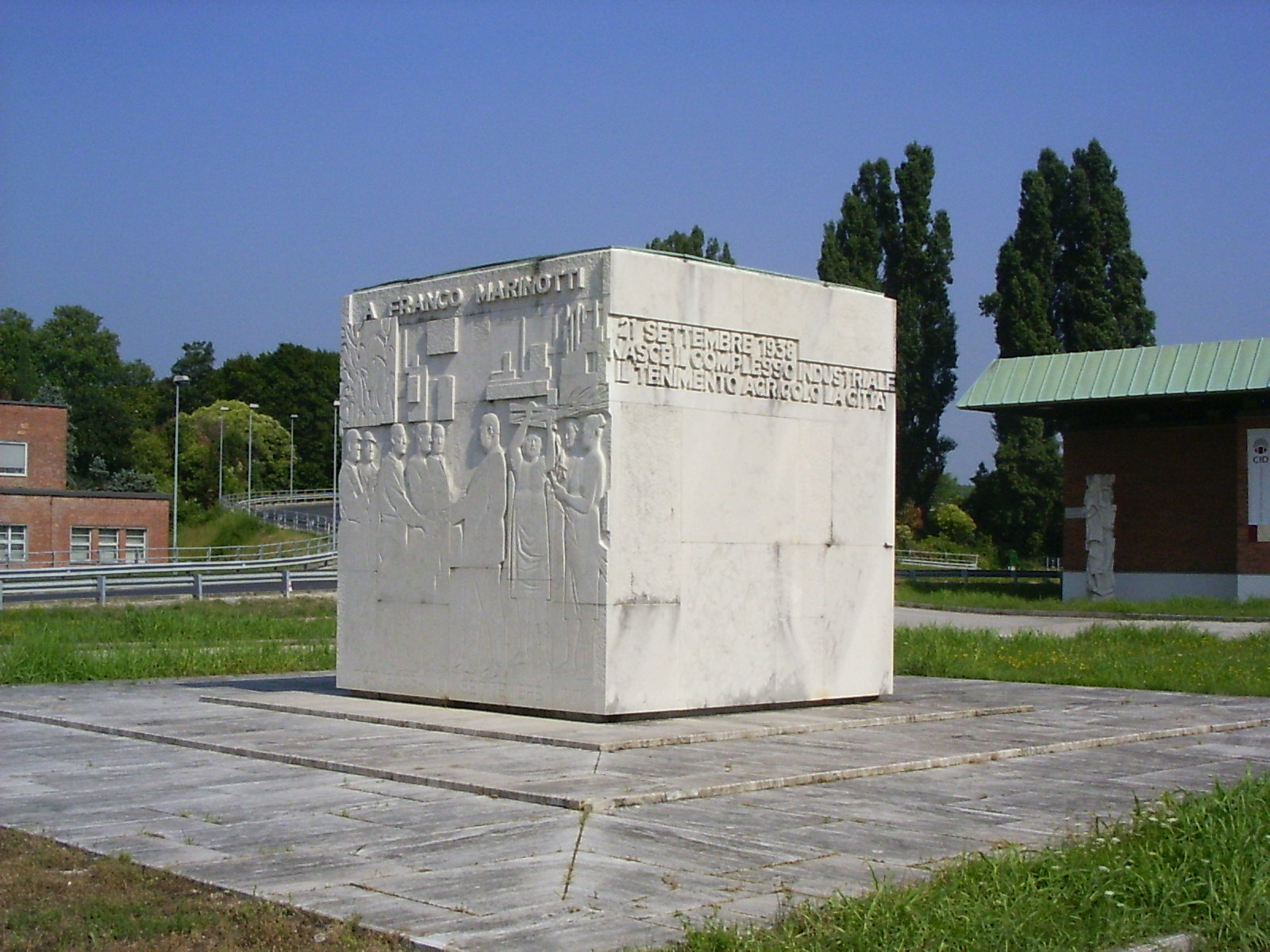
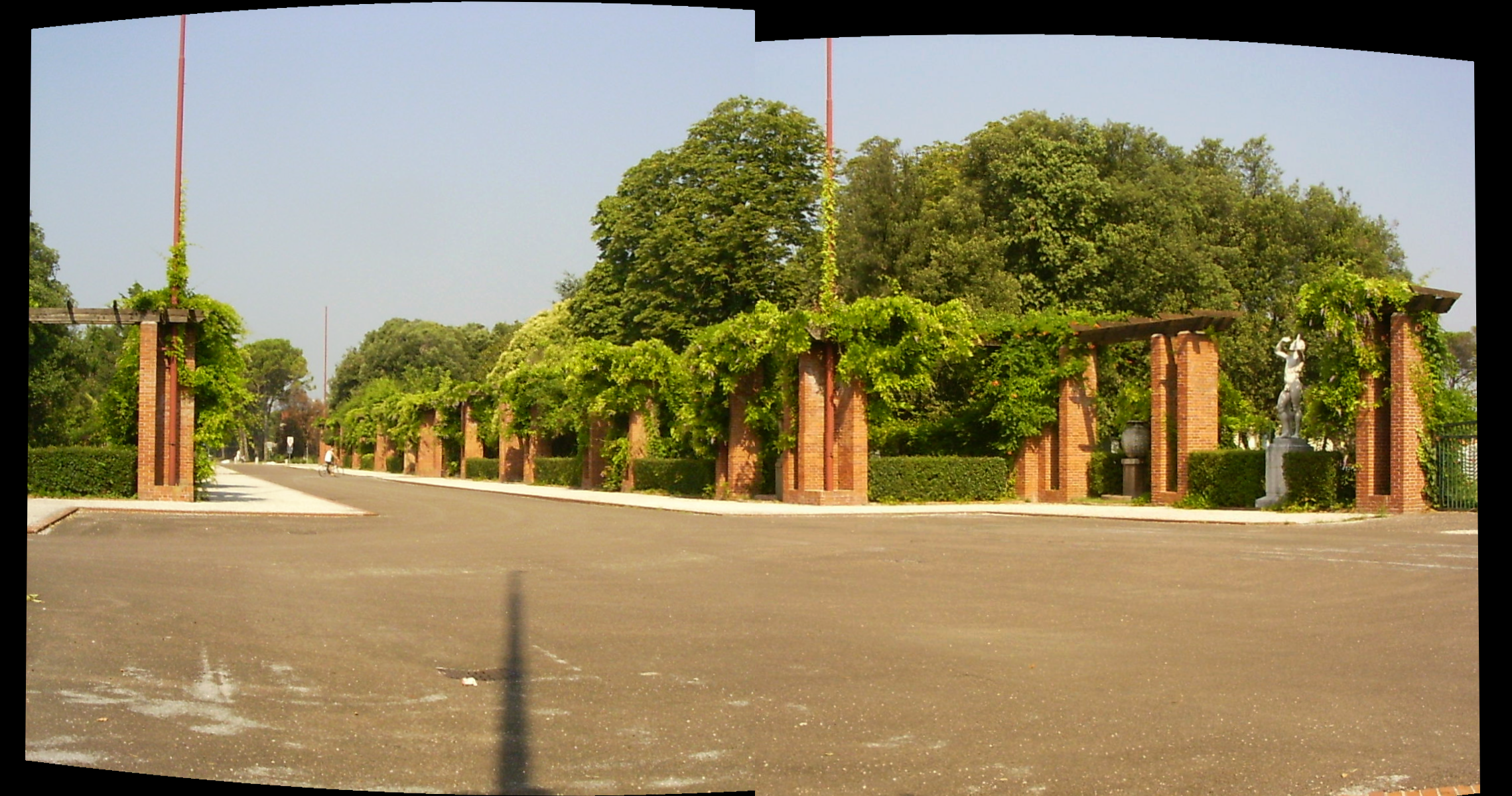